# Jarbas Sertório de Carvalho
Jarbas Sertório de Carvalho (Rio Casca, 14 de abril de 1887 – Ponte Nova, 11 de fevereiro de 1965) foi um médico brasileiro.
Obteve um doutorado em medicina pela Faculdade de Medicina do Rio de Janeiro em 1912, com a tese “As hemorroidas e o seu tratamento cirúrgico”. Foi eleito membro da Academia Nacional de Medicina em 1927, sucedendo Augusto Hygino de Miranda na Cadeira 21, que tem Fernando Ferreira Vaz como patrono.